# Майская ночь, или Утопленница
«Ма́йская ночь, и́ли Уто́пленница» — повесть Николая Васильевича Гоголя. Входит в цикл «Вечера на хуторе близ Диканьки». Написана в 1829—1830 годах.

## Сюжет
XVIII век. Тихим вечером девушки с парубками собираются и поют песни. Молодой казак Левко, сын сельского головы, подойдя к одной из хат, вызывает Ганну. Левко не раз просил отца разрешить ему жениться на Ганне, но тот не хотел и по своему давнему обыкновению притворялся глухим. О самом голове «известно, что некогда он сопровождал царицу Екатерину в Крым, о чём любит при случае поминать, ныне крив, суров, важен и вдов, живёт несколько под каблуком своей свояченицы».
Ганна спрашивает о доме с забитыми ставнями, что отражается в воде пруда. Левко рассказывает, как живший там сотник с дочкой, «ясною панночкой», женился, но мачеха невзлюбила панночку, мучила её и заставила сотника выгнать дочь из дому. Панночка с горя бросилась с высокого берега в воду, стала главною над утопленницами и однажды утащила мачеху-ведьму в воду, но та сама обратилась в утопленницу и тем избегла наказания. С тех пор есть поверье, что, встретив человека, панночка заставляет его разгадать коварную мачеху среди её подданных, или же грозит смертью.
Левко подслушивает разговор Ганны с головой, его отцом. Оказывается, голова тоже влюблён в Ганну, поэтому отказывается женить на ней сына. Левко подговаривает парубков проучить его.
Парубки переодеваются и устраивают в селе разгул — поют про голову оскорбительные песни, похищают свояченицу, строят разные пакости. Голова впадает в бешенство и снаряжает десятских непременно изловить зачинщика, суля немилосердную расправу за нерадение.
В эту пору Левко, будучи главным зачинщиком, убежав от десятских, подходит к старому дому у пруда. Его одолевает дремота. Глядя на отражение господского дома, он замечает, что окно отворилось, и показалась панночка. Плача, жалуется она на укрывшуюся мачеху и сулит Левку награду, если он сыщет ведьму среди утопленниц. Левко глядит на водящих хороводы девушек, все они бледны и прозрачны, но одна кажется ему не такой светлой, как прочие. Утопленницы хватают ведьму, а панночка подаёт ему записку для головы. Левко просыпается.
Проснувшись, Левко обнаруживает, что держит в руке клочок бумаги. Тут его хватают десятские и голова. Левко подаёт записку, из которой следует, что она писана «комиссаром, отставным поручиком Козьмой Деркачом-Дришпановским» и содержит среди прочих приказов голове — приказ женить Левка на Ганне, «а также починить мосты по столбовой дороге» и другие важные поручения. На вопросы обомлевшего головы Левко придумывает историю встречи с комиссаром, посулившим якобы заехать к голове на обед. Ободрённый голова сулит Левку свадьбу, заводит свои вечные рассказы про царицу Екатерину.

## Адаптации
- 1880 год — опера «Майская ночь» Н. А. Римского-Корсакова в Мариинском театре (Санкт-Петербург).

### Экранизации
- В 1940 году в СССР снят фильм «Майская ночь» (режиссёр — Николай Садкович).
- В 1952 году в СССР выпущен полнометражный художественный фильм "Майская ночь, или Утопленница" (режиссёр — Александр Роу).
- В 2017 повесть была вольно экранизирована в фильме «Гоголь. Начало», а в 2019 — в телесериале «Гоголь».